# 矛齒魚科
矛齿鱼科（学名：Enchodontidae）是一类已灭绝的仙女鱼类，生存于白垩纪时期（约1.2亿至6600万年前），它们的化石遗骸已在欧洲、北美洲、亚洲、非洲和南美洲发现。

## 描述
矛齿鱼科的体型与大小因物种而异，小如微鱼属只有几厘米长，大如岩矛齿鱼的体长能超过一米半。它们都有相当长而结实的下颚，还有锋利而大的牙齿。矛齿鱼科与其它仙女鱼类的区别在于它们的颚骨上有一枚大尖牙（除了有许多牙齿的Unicachichthys属和有两枚尖牙的真达贡鱼属），并且齿骨上的前牙至少是同一骨骼上其他牙齿的两倍长。一些矛齿鱼科鱼类的身体细长（如宽鳞鱼属），但另一些矛齿鱼科鱼类的体型更紧凑粗壮（如矛齿鱼属）。

## 分类
矛齿鱼科由亚瑟·史密斯·伍德沃德于1901年建立，其中包含一些属种的白垩纪掠食性鱼类。该科中包含Unicachichthys属等基干类群以及至少两个更衍化的亚科——矛齿鱼亚科和宽鳞鱼亚科，后者的代表宽鳞鱼属有时会被归入独立的宽鳞鱼科（Eurypholidae），其特征是体型和口吻细长，腹面较大并饰有结节，下颌骨下边缘延伸至关节处，体表无鳞（除了沿着侧线分布的鳞片和一系列背前鳞片）。

## 下级分类
本科包括以下属：
- Calypsoichthys Argyriou et al., 2022
- Cimolichthys Leidy, 1857
- Dagon Díaz-Cruz et al., 2019
- 微齿鱼属 Leptecodon Williston, 1899
- 古狼鱼属 Palaeolycus Marck, 1863
- Pantopholis Davis, 1887
- 副矛齿鱼属 Parenchodus Raab & Chalifa, 1987
- Rharbichthys Arambourg, 1955
- Unicachichthys Díaz-Cruz et al., 2016
- 微鱼属 Vegrandichthys Díaz-Cruz, Alvarado-Ortega & Giles, 2020

## 古生态学
矛齿鱼科是一类迅速而活跃的掠食者，在白垩纪海洋的营养链中占据中层，并在其中是一个基本组成部分。矛齿鱼科的遗骸数量很丰富，在时间和地理上都非常广泛，特别是在特提斯洋边缘和北美洲西部内陆海道，矛齿鱼科的种群数量似乎特别丰富。